# 64式拳銃
64式拳銃（朝鮮語: 64식 권총）は、1960年代に朝鮮民主主義人民共和国（以下「北朝鮮」と表記）で生産された小型自動拳銃である。北朝鮮が初めて設計・生産した軍用拳銃であるとされる。

## 開発
64式拳銃はベルギーのファブリック・ナショナル（FN社）で製造されていたM1900を模して開発された拳銃で、基本的な構成はM1900に忠実なものになっている。
M1900は本銃の採用年とされる1964年の時点でもジョン・ブローニングがM1900の原型を設計してから既に70年近くが経過しており、いわゆる骨董品的な部類に入り得る小火器であった。それにも関わらずM1900を模倣元に選択した理由としては、単にM1900が朝鮮半島や中国大陸など東アジアの地域で多数出回っており模倣が容易だったためとする説、1909年に満州の哈爾浜駅構内にて大日本帝国の要人である伊藤博文前韓国統監が射殺された事件で、実行犯とされる安重根がM1900を使用したことに因み、この拳銃を朝鮮における反帝国主義を象徴するものとして採用したとする説、北朝鮮の最高指導者である金日成が抗日パルチザン活動に参加するにあたって、父親の金亨稷が使用したM1900を受け継ぎ愛用したという伝説に基づくとする説などが挙げられているが、実際の理由は依然不明である。

## 設計

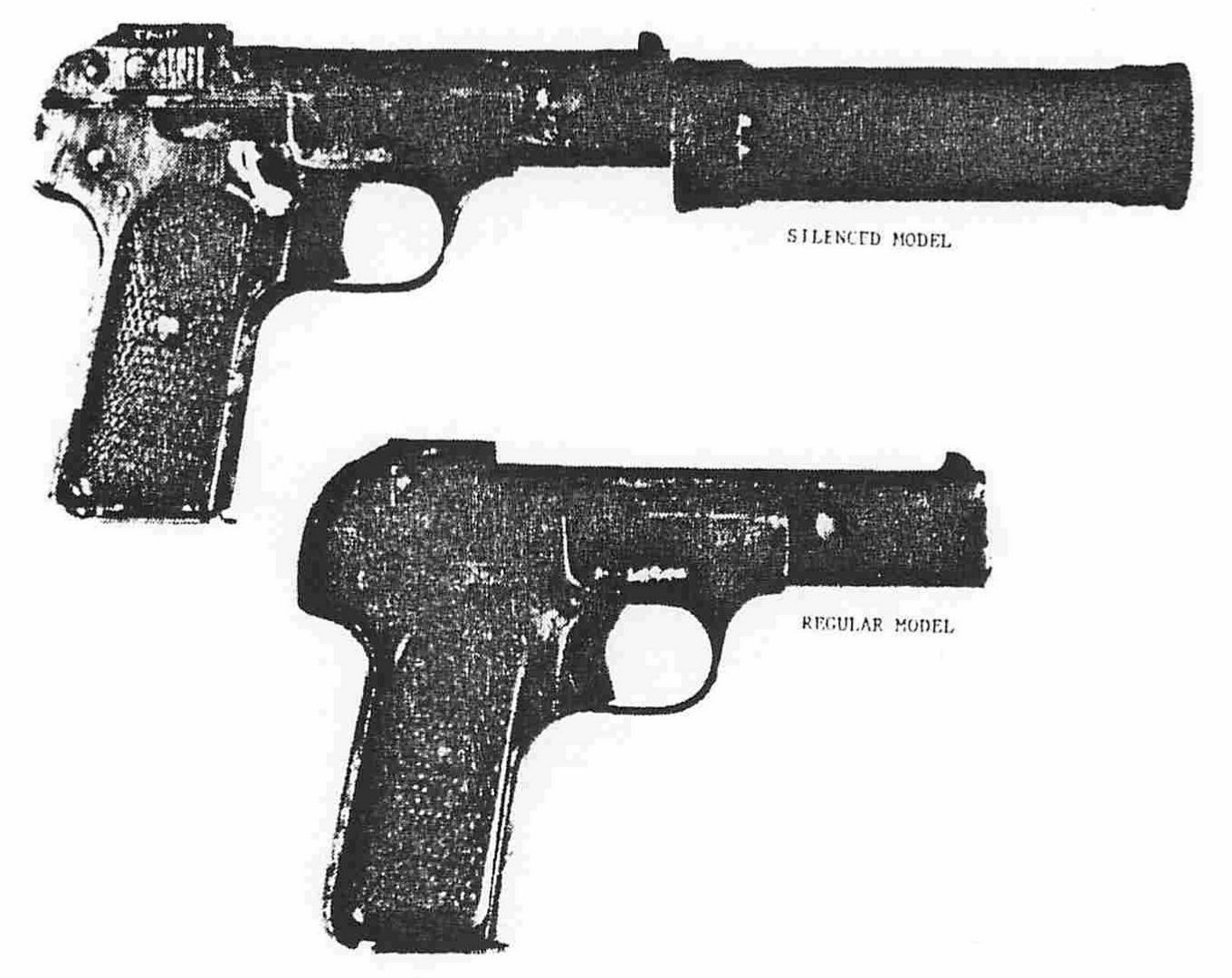
通常型と消音型の比較

64式拳銃の外見的および機構的特徴はM1900に極めて忠実である一方、通常の仕様の他にオリジナルには無い消音型が作られるなど、独自の発展を遂げた。
消音型はスライドが短縮されており、露出した銃身先端のねじ山にサウンド・サプレッサー（消音器）を装着できる。一般的な自動拳銃では銃口に経の太いアタッチメントを取り付けると照準が阻害されるため、高さのある照準器に置換している場合があるが、M1900の設計ではリコイルスプリングが上側にあり銃身の位置が低いため、照準器の変更などは不要だった。サプレッサー本体は古典的なマキシム式のものが採用された。
グリップはチェッカリングの彫られた黒い樹脂製であり、M1900に見られる「FN」のマークの代わりに、円と星型、そして星から広がる光線の意匠が配されていた。
弾薬はM1900と同じく.32ACP弾（7.65×17mm ブローニング弾）が使用されたが、中国製の64式消音手槍に用いられた7.62 ×17mm弾を用いるとする説もある。銃本体には「7.62」と刻印されている。

## 運用
64式拳銃は一般の下士官や兵士には殆ど支給されず、通常型は高級士官の護身用に、消音型は特殊作戦に従事する工作員などに支給された。しかし、5年と経たず実質的な後継となる70式拳銃が開発されている。
その後も20年近くにわたり工作員には広く用いられ、1980年には潜入に失敗した工作員の遺体から、消音型の64式拳銃が発見された。